# Killers (gruppo musicale francese)
I Killers sono un gruppo musicale speed metal proveniente da Bardos, presso Bayonne, in Francia. Nonostante molti cambi di line-up, la band è in attività dai primi anni ottanta e viene spesso considerata come la più longeva tra quelle francesi. Il gruppo non è molto conosciuto al di fuori della propria nazione, probabilmente per il fatto che i loro album, ad eccezione di Killing Games, contengano solo canzoni in lingua francese.

## Storia del gruppo

### Le origini e i primi due album
Le origini risalgono al 1979 quando Bruno Dolheguy e ad alcuni amici di infanzia iniziarono a suonare cover di band famose, tra cui Rolling Stones, Deep Purple, Van Halen, AC/DC, Scorpions e Iron Maiden. Inizialmente utilizzarono il nome di "Genocide", ispirandosi alla canzone dei Judas Priest, ma questa prima formazione cessò presto di esistere. Nel 1982 il chitarrista Dolheguy fondò ufficialmente i Killers; all'epoca la band era composta da cinque elementi.

Nel 1984 incisero un demo di 14 tracce e in seguito registrarono l'album d'esordio intitolato Fils De La Haine, il quale venne pubblicato a marzo del 1985; la stessa formazione realizzò anche il successivo Danger de vie uscito nel 1986. Nonostante questi due lavori ricevettero molto apprezzamento, lo stesso anno vi fu la defezione di ben quattro elementi che diedero vita ai "Titan"; rimase il solo Dolheguy che dovette quindi ricostituire la band reclutando quattro nuovi componenti.

### Il passaggio a quattro e la stabilità
La nuova formazione realizzò altri due dischi intitolati Mise aux poings e Résistances, pubblicati rispettivamente nel 1986 e nel 1988. Dopodiché il cantante Serge Pujos decise di cessare l'attività musicale, così Dolheguy lo sostituì decretando il passaggio a quattro elementi. Gli anni novanta videro ulteriori cambi di line-up che però non costituirono alcun ostacolo per le attività della band, che realizzò cinque album; tra di essi vi fu il primo live intitolato Ennemis en public, uscito nel 1996 e pubblicato dalla Brennus Music, etichetta discografica francese che pubblicò i loro album fino al 2008, fornendo anche le ristampe dei dischi precedenti.

Il 1999, anno in cui uscì 109, fu l'inizio di un lungo periodo di stabilità fra i membri del gruppo, che, ad eccezione di alcuni avvicendamenti alla batteria, dura fino ai giorni nostri. La stessa formazione, composta da Bruno Dolheguy, Thierry Andrieu, Patrick Oliver e Nicko Andrieu, l'anno successivo pubblicò Mauvaises Graines. Questo album uscì in una diversa versione nel 2001, con il titolo di Killing Games ed è l'unico cantato in lingua inglese, ad eccezione della traccia Azken Agurraren Negarra che utilizza il testo del brano scritto in basco del cantautore Gorka Knörr.

### Dalla tragedia ai giorni nostri
Nel 2001 Dolheguy registrò le parti vocali dell'album Mise aux poings, già uscito nel 1987 e originariamente cantato da Serge Pujos, che venne ripubblicato in una nuova veste grafica e con il titolo di Mise aux poings 2001. Lo stesso anno il batterista Nicko Andrieu scomparve in un tragico incidente motociclistico. Il suo posto venne preso da Florent Pouey che partecipò alla realizzazione di due album e di due live, e che rimase nella band fino al 2010.

Nel 2012 è uscito il disco 10:10 inciso con Carlo Di Matteo al posto di Pouey; si tratta del primo di una serie di autoproduzioni. L'anno seguente hanno pubblicato Imido, il cui nome deriva dalla drum machine utilizzata per l'occasione. Avvalendosi sempre della drum machine, nel 2014, la band ha registrato un album dal vivo diviso in due volumi.

Nel 2015 hanno pubblicato Le baiser de la mort, seguito dal loro primo singolo Dont acte e da un live la cui registrazione risale al 1985. Il 27 luglio dello stesso anno, tramite un post sul sito ufficiale, hanno annunciato che il batterista Vincent Roubière è stato ingaggiato della band per le esibizioni dal vivo.

## Formazione

### Formazione attuale
- Bruno Dolheguy - voce (1989-oggi), chitarra (1982-oggi)
- Thierry Andrieu - chitarra (1999-oggi)
- Patrick Oliver - basso (1998-oggi)
- Vincent Roubière - batteria (solo per i concerti dal 2015 ad oggi)

### Ex componenti
- Patrice Latapy - basso (1982)
- Pierre Paul - basso (1982-1986)
- Jean-Marie Ducout - batteria (1982)
- Pascal Chauderon - batteria (1982-1984)
- Didier Deboffe - chitarra (1982-1986)
- Patrice Le Calvez - voce (1982-1986)
- Michel Camiade - batteria (1984-1986)
- Miguel Caron - basso (1986-1988)
- Philippe Borda - batteria (1986-1991)
- François Merle - chitarra (1986-1994)
- Serge Pujos - voce (1986-1989)
- René Chavin - basso (1988-1989)
- David Pepiot - basso (1989-1992)
- Patrick Soria - batteria (1991-1998)
- Alain Garces - basso (1992-1998)
- Fabrice Arnouts - chitarra (1994-1996)
- Ronan Jacques - chitarra (1996-1998)
- David Lacaze - batteria (1998-1999)
- Nicko Andrieu - batteria (1998-2001)
- Florent Pouey - batteria (2001-2010)
- Carlo Di Matteo - batteria (2010-2013)

## Discografia

### Album in studio
- 1985 - Fils de la Haine
- 1986 - Danger de Vie
- 1987 - Mise aux poings
- 1989 - Résistances
- 1992 - Cités Interdites
- 1995 - Contre-Courant
- 1998 - Fort Intérieur
- 1999 - 109
- 2000 - Mauvaises Graines
- 2001 - Killing Games
- 2001 - Mise aux poings 2001
- 2002 - Habemus Metal
- 2007 - À L'ombre Des Vautours
- 2012 - 10:10
- 2013 - Imido
- 2015 - Le baiser de la mort

### Album dal vivo
- 1996 - Ennemis en public
- 2003 - Le côté Live
- 2008 - Paris Metal France Festival 2008
- 2014 - Six pieds sur scène. Volume 1
- 2014 - Six pieds sur scène. Volume 2
- 2015 - Live 1985

### Singoli
- 2015 - Dont acte

### Demo
- 1984 - Demo
- 1984 - Killers

## Videografia
- 2004 - Documents 1999-2004 (DVD)